# Cinturó de Ferro de Bilbao
El  Cinturó de Ferro de Bilbao era una línia de fortificació d'uns vuitanta quilòmetres format per túnels, búnquers i trinxeres que es va construir durant la Guerra Civil espanyola a la costa i les muntanyes que envolten Bilbao (Gaztelumendi, Artxanda, etc.). Va ser construïda el 1936. Va caure en mans de l'exèrcit dels insurgents franquistes el 12 de setembre de 1937, per la traïció d'un dels enginyers.

## Història
El setembre del 1936, l'Eusko Gudarostea (exèrcit dirigit pel recentment format Govern basc de José Antonio Aguirre i format per batallons de diferents ideologies fidels a la República) es mantenia davant les tropes de Mola tan sols a Biscaia i a la zona oest de Guipúscoa. Per a intentar d'evitar la caiguda de Biscaia en mans dels revoltats, el Govern basc va fer bastir el denominat Cinturó de Ferro, una línia defensiva estàtica, destinada a la defensa de Bilbao, seguint les instruccions del general Alberto de Montaud Noguerol (1887-1967), l'eficàcia del qual ha estat elogiada per uns i criticada per uns altres.
De totes maneres, com a concepció militar, responia a l'estratègia de defensa estàtica procedent de l'alt comandament francès durant la Primera Guerra Mundial, compartida llavors per la majoria dels Estats Majors.
En la construcció van participar tretze arquitectes, dotze enginyers industrials, dos enginyers de mines, un enginyer agrònom, tres aparelladors i setze contractistes, coordinats pel capità d'Enginyers Alejandro Goicoechea, futur inventor del Talgo i el seu ajudant el capità Pedro Murga.
Van ser precisament els mateixos encarregats del disseny els qui, amb la seva traïció, en van fer possible el fracàs. Els oficials Murga i Anglada van ser afusellats després de ser descoberts intentant lliurar plànols a agents de les tropes franquistes rebels. El monàrquic Alejandro Goicoechea va reeixir a passar les línies amb tots els plànols i la informació de l'entramat defensiu, que va lliurar als atacants.
D'aquesta forma, els comandaments del bàndol nacional van poder saber que en el sector del mont Gaztelumendi, el cinturó tenia una sola línia de defensa, per la qual cosa l'ofensiva definitiva, un mes després, es va fer per aquest tram. Les tropes franquistes van llançar un potent atac, amb el suport dels avions, que va desfer les defenses bilbaïnes, de manera que el 19 de juny del 1937, Bilbao va caure en mans franquistes.

## Museu i memorial del Cinturó de Ferro
A Berango, el 2012 l'ajuntament va crear el Museu i memorial del Cinturó de Ferro (nom oficial en basc Burdin Hesiaren Oroimenaren Museoa). Intenta recuperar la memòria històrica i «homenatjar aquella generació que, aleshores, va sofrir la guerra imposada i va defensar les valors vigents, que actualment considerem els nostres», segons Aitor Miñambres, director del museu. El maig 2023 a la plaça davant del museu es va inaugurar una escultura de bronze Agurra (‘El Comiat’) que simbolitza i honora les famílies trencades per la Guerra civil. És una obra de la foneria artística Jaizkibe, amb la particularitat que va ser fetai de bronze recuperat del camp de batalla per l'Euskal Prospekzio Taldea.